# Destinul unor femei
Destinul unor femei (titlul original: în germană Frauenschicksale) este un film dramatic american, 
de comedie englez, realizat în 1952 de regizorul Slatan Dudow, protagoniști fiind actorii Hanns Groth, Sonja Sutter, Lotte Loebinger și Anneliese Book.

## Rezumat
Oricât de diferite sunt destinele femeilor din acest film, ele au un lucru în comun: căutarea fericirii. Pentru ele, asta înseamnă mai ales găsirea unui partener pe viață. Însă seducătorul și bon vivantul Conny, pe care îl întâlnesc una după alta în Berlinul divizat, nu va reprezenta nimic stabil pentru ele. Cu toate acestea, toate sunt atrase de el. 
Renate, care provine dintr-o familie de funcționari publici, s-a îndrăgostit de el, devine hoață pentru a-l păstra și este responsabilă de moartea fratelui ei.
De asemenea, Conny o vrajește pe studenta la drept Barbara. Deși este capabilă să vadă ce fel de om e, îi este greu să se desprindă de el. Și-a petrecut cei mai frumoși ani ai tinereții într-un lagăr de concentrare și dorul ei de fericire și ocrotire este copleșitor. 
Urmează croitoreasa Anne. Numai când ea așteaptă un copil de la Conny și el reacționează rece și dezinteresat la mesaj, ea îi recunoaște adevăratul caracter.
Doar pentru nobila din Berlinul de Vest Isa von Trautwald pare a fi partenerul potrivit. Se potrivesc în modul lor cinic de viață. 

## Distribuție
- Hanns Groth – Conny Lohmüller
- Sonja Sutter – Renate Ludwig
- Lotte Loebinger – Hertha Scholz
- Anneliese Book – Barbara Berg
- Susanne Düllmann – Anni Neumann
- Ursula Burg – Isa von Trautwald
- Käte Alving – șefa lui Anni
- Angela Brunner – Ursula Krenz
- Maly Delschaft – dna. Ludwig
- Albert Doerner – Dr. Gebhardt
- Albert Garbe – Willi Bönicke
- Friedrich Gnaß – Karl Neumann
- Friedrich Kühne – servitorul la Isea
- Karla Runkehl – o prietenă a Renatei
- Lola Chlud – procurora[2]
- Käthe Scharf – șefa salonului de modă
- Jutta Plettenberg – o studentă

## Premii și nominalizări
- 1952 Al 7-lea Festival de Film de la Karlovy Vary – Premiul pentru „Cea mai bună regie“ lui Slatan Dudow